# Mene (unidad)

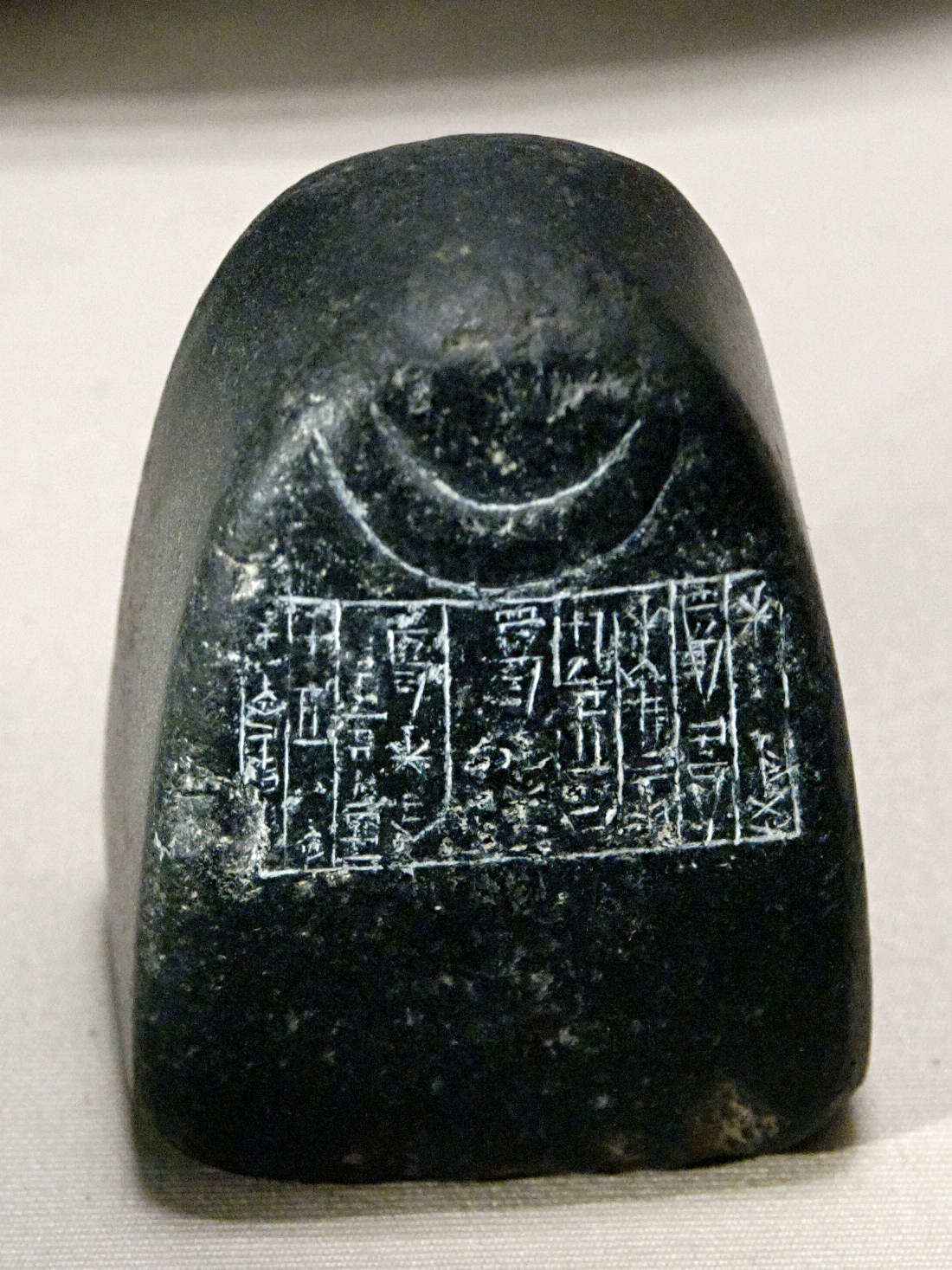
Medida de ½ mene (el peso real es de 248 gramos) un estándar de peso establecido por el rey sumerio Shulgi. Tiene una imagen de media luna; usada en el templo del dios Sin en Ur,
diorita, 6,2×4,5 cm, a principios del siglo XXI a.C. (III dinastía de Ur).

El mene o mina en arameo (en hebreo: מנה) es una antigua unidad de medida mesopotámica para oro o plata y una de las primeras palabras escritas para simbolizar «dinero». El mene, como el siclo, también era una unidad monetaria. En la antigua Grecia, originalmente equivalía a 70 dracmas y luego se aumentó a 100 dracmas. La palabra griega mna fue tomada del semita; compárese hebreo māneh, arameo mĕnē, siríaco manyā , ugarítico mn y acadio manū. Sin embargo, antes de usarse como moneda, un mene era una unidad de medida, igual a 567 gramos. Un mene de oro tendría un valor de 23,000 $ USD y un mene de plata tendría un valor de 300 $ USD a los precios actuales del metal.
En el lenguaje popular utilizado por los marineros, la palabra mina o minas llegó a significar «minas», lo que indica los recursos minerales extraídos del suelo.
Desde los primeros tiempos sumerios, un mene era una unidad de medida. Al principio, todavía no se habían introducido los talentos ni los siclos. En el momento de Ur-Nammu, el mene tenía un valor de 1/60 talentos y 60 siclos. El valor del mene se calcula en 1.25 libras, o 0.571 kilogramos por mene (18.358 onzas troyanas).
La evidencia de Ugarit indica que un mene era equivalente a cincuenta siclos. El profeta Ezequiel se refiere a un mene (maneh en la Biblia del rey Jacobo) como sesenta siclos, en el Libro de Ezequiel. Jesús de Nazaret cuenta la Parábola de las minas en el Evangelio de Lucas 19, 11-27
Desde el imperio acadio, 2 menes equivalían a 1 sila de agua (cf. clepsidra, reloj de agua).

## Poder adquisitivo histórico
- En el siglo I [en Grecia?], representaba aproximadamente un cuarto de los salarios ganados anualmente por un trabajador agrícola.
- En el Código de Hammurabi, que podría decirse que es el primer ejemplo de ley escrita, el mene es uno de los términos más utilizados que denota el peso del oro que se pagará por delitos o para resolver conflictos civiles.[8]
- La antigua diosa griega Selene también era conocida por el antiguo término griego para la luna Mene. Ella era la diosa de la luna que denotaba el calendario o el paso del tiempo.[9]

## Galería

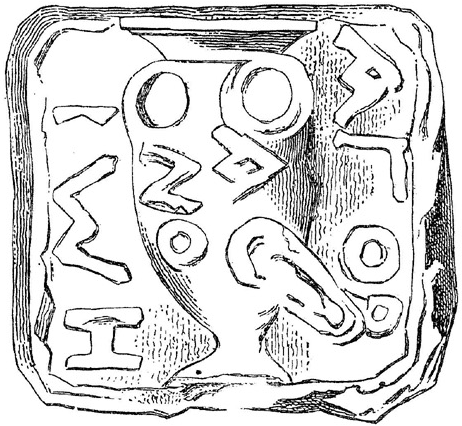
Mene de Atenas.
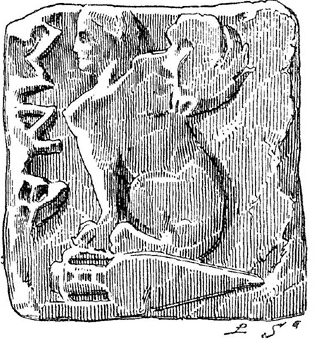
Mene de la isla de Quíos.
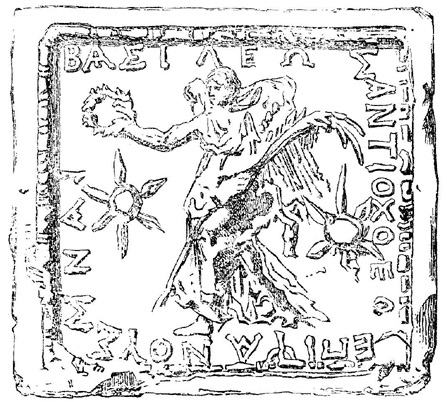
Mene de Antíoco IV Epífanes.
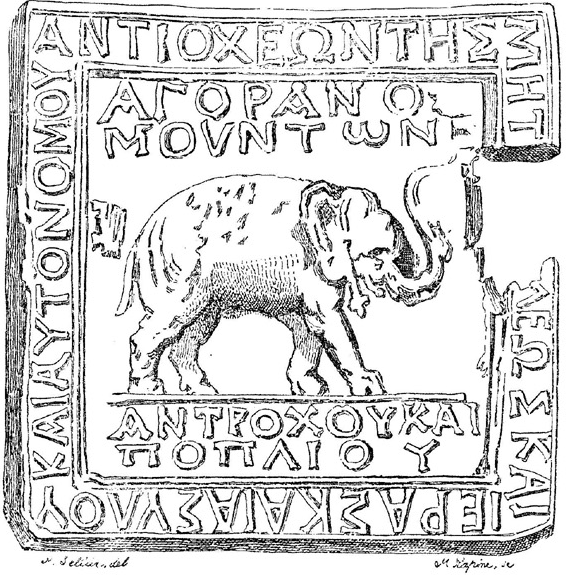
Mene de Antioquía del Orontes.

## Joyería Mene
A principios de 2016, el destacado inversor en oro Roy Sebag comenzó a estudiar y escribir sobre el mercado mundial de joyas que contribuye con la mayoría de la demanda anual mundial de oro (2.000 toneladas). que supera con creces la demanda de monedas de inversión en oro. En octubre de 2016, Sebag fundó Mene Inc., una empresa de joyería de lujo en línea, junto con Diana Widmaier Picasso, la nieta de Pablo Picasso.